# Александров II
Алекса́ндров II — железнодорожная станция на участке Александров — Орехово-Зуево Большого кольца Московской железной дороги. Располагается в юго-западной части города Александрова Владимирской области, в районе Космической улицы.
Через станцию ежедневно проходит 8 пар электропоездов из Александрова на Орехово-Зуево, 3 пары далее на Куровскую, 1 пара до Киржача, а также рельсовый автобус на Иваново (прямой пригородный поезд на линию Северной железной дороги через Бельково, 1 пара в день). Через Александров II также следуют пассажирские поезда из Москвы на Иваново и Кинешму. На станции расположены 2 низкие платформы, пассажирское движение осуществляется по трём путям. Здание вокзала не работает.
Станция была открыта в 1953 году в рамках реконструкции восточного участка Большой Московской окружной дороги. До этого существовала прямая линия от станции Александров, по которой с 1893 года осуществлялось движение в сторону Орехово-Зуева. Она пролегала ближе к центру города. 
С открытием станции Александров II маршрут движения поездов несколько удлинился, но благодаря этому движение было отведено от населённых районов города. 
Ранее была станцией 3 класса.